# محمد شاشة
محمد شاشا  (1955 - 2016)، هو كاتب وروائي وشاعر ومغني ومفكر هولندي من الريف - شمال المغرب.

## حياته
ولد الشاعر والروائي الريفي “محمد شاشة” في 15 أغسطس 1955 في قرية “قابو ياوا” نواحي الناظور منطقة الريف، حيث عاش فيها مرحلة الطفولة والشباب، وفي سنة 1977 اتخذ قرار الهجرة صوب هولندا، واتخذها مكانا للعيش الدائم.
“شاشة” فكر في الرحيل بعد هروبه من الملاحقات الأمنية له على خلفية نشاطه داخل الحركة التلاميذية بثانوية الشريف محمد أمزيان بالناظور، وكذا انتمائه إلى منظمة إلى الامام الماركسية اللينينية المغربية، فقد طرد من ثانوية الشريف محمد امزيان عندما رفض ان يغني تمجيدا ملك المغرب الراحل الحسن الثاني في أحد انشطة المؤسسة الدراسية، انتقل للاشتغال كبحار مرة أخرى سيطرد لكونه يقف بجانب البحارة ويحرضهم على الوقوف ضد الاستغلال. ناضل من أجل أهداف تكمن في بناء الاشتراكية كنظام يقضي على الرأسمالية واستغلال الإنسان للإنسان، وكذا فضح الانتهاكات الجسيمة لحقوق الإنسان في عهد الحسن الثاني وهو مازال شابا يافعا.شاشا له مايقارب من 20 مؤلفا بين الرواية والشعر والقصة، بعض أعماله ترجمت إلى العربية والهولندية. هذا بالإضافة إلى إسهاماته ذات الطابع المدني أو الإنساني في صفوف المنظمات الدولية منظمة العفو الدولية أو تبنيه لأطفال يتامى في بعض بلدان أميركا اللاتينية والمغرب.
شاشا زار العديد من دول العالم: كل دول أوروبا وأغلب دول أوروبا الشرقية وأغلب دول الشرق الأوسط وشمال إفريقيا وأمريكيا الشمالية وبعض دول أمريكا الجنوبية وكوبا…وجنوب أفريقيا. هذا السفر وتواصله مع الشعوب الأخرى وسع من خياله الواسع أصلا.
شاشا إنسان مستقل في كل شيء، يعتمد على جيبه في كل أمور الحياة بل حتى إذا استدعي للمشاركة في نشاط ما لا يطلب المقابل بل يؤدي مصاريف السفر من جيبه. تواضعه هذا جعله بعيدا عن الاضواء

## وفاته
توفي يوم الأربعاء 29 يونيو 2016 بأحد مستشفيات مدينة أمستردام - هولندا بعد معاناة طويلة مع المرض.

## أعماله وانتاجاته الأدبية
دفعه نبوغه المبكر بالأدب أن يرسم لنفسه أسلوبا خاصا به مغايرا للنمط السائد، خاصة في مجال القصة والرواية، عرف “شاشة” لدى الرعيل الأول من المهاجرين الريفيين بهولندا وبلجيكا وألمانيا وفرنسا وإسبانيا كشاعر، بالإضافة لموطنه الريف، وقد تعددت اهتمامات واسهامات ” شاشة” ما بين الموسيقى والادب والرواية باللغتين الامازيغية والعربية كما أن أعماله تمتاز بجرأة نادرة، إذ تأثر كثيرا ببعض الكتاب والروائيين الغربيين، ويتجلى ذلك من خلال أعماله الروائية التي اتسمت بالصدق والوصف الدقيق، والعبارات الحادة، بالإضافة إلى تأثره الكبير بالحكي الريفي التقليدي الذي كان يقام في الافراح والمناسبات الاجتماعية. قدم على مدى قرابة أربعة عقود من الزمن، مايقارب من 20 مؤلفا بين الرواية والشعر والقصة، بعض أعماله ترجمت إلى العربية والهولندية.

## من أعماله باللغة العربية
- الديوان الأول: المغرب الجديد (سنة 1979)ء.
- الديوان الثاني: قصائد الفقراء (سنة 1985)ء.
- الديوان الثالث: أين الامل (أواخر الثماينيات).
- الديوان الرابع: كلمات متمردة (بداية التسعينات).

## المؤلفات بالامازيغية
- , Tuɛaryent d tarewra zeg yiṭan] سنة 1995، مترجم إلى اللغة الهولندية.
- [Rez ṭṭabu ad d teffeɣ tfukt] سنة 1997
- [Ajḍiḍ umi yitwagg celwaw] مجموعة قصصية، سنة 1998
- [Cway zi tibbuherya ɛad war twid] سنة 1999
- [Abrid ɣer yezran] دراسة في الشعر الامازيغي القديم، سنة 2000
- [Araji]
- [Tarwa n umaḍal]
- [Tuf teqqen]
- [Tayri n tayri]

بالإضافة إلى اهتمام شاشة بالشعر، الادب، والموسيقى، راكم تجارب مهمة في مجال الإعلام والمسرح، خاض عدة دورات تكوينية في مجال المسرح انصبت حول التشخيص والتاليف المسرحي. اتسعت دائرة اهتمامات وأنشطة “شاشة” ليصبح واحدا ممن كرس حياته في بلاد أوروبا في جمع الموروثات الشعبية الريفية ذات أصول قديمة موغلة في التراث الشعبي الامازيغي، بكافة أشكالها وأنماطها المتتعددة، وما مكتبته الشخصية الزاخرة بالكتب والمراجع والتسجيلات الصوتية النادرة لمجموعة من الفرق الموسيقية الشعبية ببلاد الريف، الا خير دليل على ذلك.
على الرغم من ظروفه الصحية الصعبة، حيث عانى كثيرا من إصابة على مستوى الرئة وعدم قدرته على العمل، محمد شاشة كان يعاني من مرض التليف الرئوي تليف رئوي (بالإنجليزية: Pulmonary fibrosis)الذي كاد أن يودي بحياته في عام 2004، حين بلغ به المرض حدا خطيرا، لكن محمد شاشة عاد من الموت في ذلك الوقت وكتبت له حياة جديدة إذ أنه استفاد من رئتان سليمتين تبرع بهما واحد من المتبرعين بالأعضاء.الا أنه دائم الحضور ويصر على المشاركة في كل المهرجانات التي تهم قضايا الامازيغية، والندوات السياسية والحقوقية المقامة بهولندا وعموم أوروبا، كما برز اسمه كثيرا وبقوة في مجال الدفاع عن حقوق الإنسان والأقليات القومية والاثنية والدينية في المجتمع الهولندي، وكذا القضايا ذات الصلة بالمهاجرين الريفيين من خلال أنشطة متنوعة في المجالات السياسية والاجتماعية والثقافية. توفي محمد شاشة يوم الأربعاء 29 يونيو 2016، على الساعة الرابعة زوالا عن عمر يناهز 61 سنة بعد صراع طويل مع المرض بإحدى مصحات العاصمة الهولندية أمستردام.
جرت مراسيم جنازة محمد شاشا ظهر يوم الأحد 3 يوليوز بمقبرة اخف ن شبذان باقليم الناظور، وقد توافد على المقبرة عدد غفير من المناضلين من مختلف الجهات والاتجاهات الفكرية، وكانت جنازته ولاول مرة في الريف تشهد دخول النساء إلى المقبرة اثناء مراسم الجنازة.

## وصلات خارجية
- (فيديو): لقاء مع الشاعر محمد شاشة على قناة التلفزيون المغربي - الأولى
- (فيديو): جنازة محمد شاشة
- قناة محمد شاشة على اليوتوب